# Шепетово-Жакі
Шепетово-Жакі (пол. Szepietowo-Żaki) — село в Польщі, у гміні Шепетово Високомазовецького повіту Підляського воєводства.
Населення — 93 особи (2011).
У 1975-1998 роках село належало до Ломжинського воєводства.

## Демографія
Демографічна структура станом на 31 березня 2011 року:
|          | Загалом | Допрацездатний вік | Працездатний вік | Постпрацездатний вік |
| -------- | ------- | ------------------ | ---------------- | -------------------- |
| Чоловіки | 50      | 5                  | 34               | 11                   |
| Жінки    | 43      | 7                  | 23               | 13                   |
| Разом    | 93      | 12                 | 57               | 24                   |